# Iris hookeri
Iris hookeri är en irisväxtart som beskrevs av George Penny och George Don jr. Iris hookeri ingår i släktet irisar, och familjen irisväxter. Inga underarter finns listade i Catalogue of Life.

## Bildgalleri

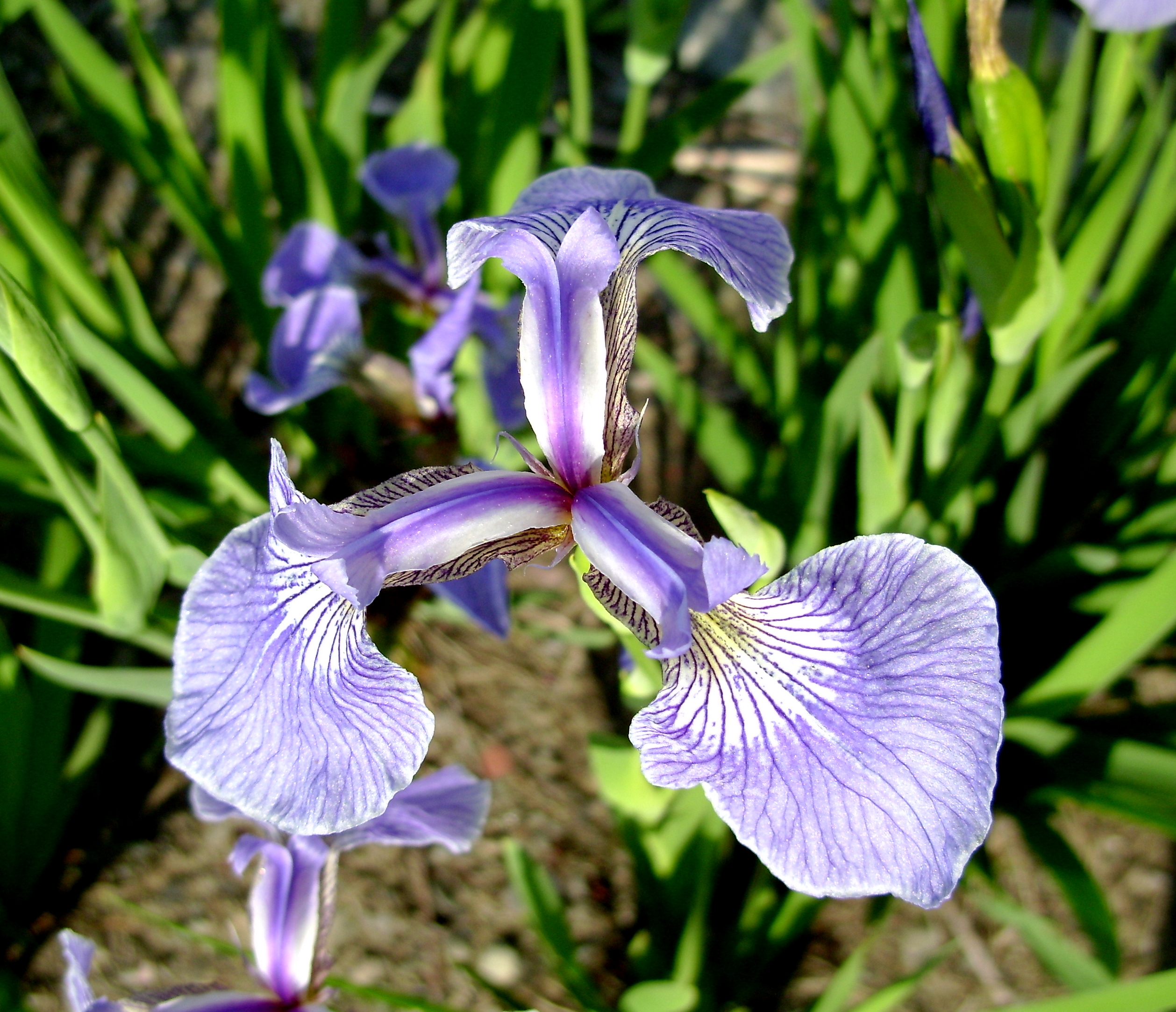